# Stara Wieś (gmina w województwie nowogródzkim)
Stara Wieś – dawna gmina wiejska istniejąca do 1939 roku w woj. nowogródzkim (obecnie na Białorusi). Siedzibą gminy była Stara Wieś (426 mieszk. w 1921 roku), a następnie miasteczko Hołynka (432 mieszk. w 1921 roku).
W okresie międzywojennym gmina Stara Wieś należała do powiatu słonimskiego w woj. nowogródzkim. 1 kwietnia 1929 roku do gminy Stara Wieś przyłączono część obszaru gminy Kostrowicze.
Po wojnie obszar gminy Stara Wieś wszedł w struktury administracyjne Związku Radzieckiego.